# Gobierno popular de Azerbaiyán
El Gobierno Popular de Azerbaiyán (en azerí: آذربایجان میللی حکومتی - Azərbaycan Milli Hökuməti; en persa: حکومت خودمختار آذربایجان‎) fue un estado secesionista no reconocido de corta duración en el norte de Irán desde noviembre de 1945 hasta diciembre de 1946. Al igual que la no reconocida República de Mahabad, era un estado títere de la Unión Soviética. Establecida en el Azerbaiyán iraní, la capital del Gobierno Popular de Azerbaiyán era la ciudad de Tabriz. Estaba encabezado por un gobierno etnoseparatista y comunista liderado por el Partido Democrático Azerbaiyano, que también seguía un discurso panturquista. Su establecimiento y desaparición fueron parte de la crisis de Irán, uno de los primeros acontecimientos de la Guerra Fría.

## Historia
Para suministrar material de guerra a las fuerzas soviéticas a través de Irán, las tropas británicas y soviéticas ocuparon conjuntamente el país en agosto de 1941. Las fuerzas soviéticas que entraron en territorio iraní desde la RSS de Armenia y la RSS de Azerbaiyán y las fuerzas británicas e indias que entraron desde Irak pronto tomaron el control del país. El 16 de septiembre, los británicos obligaron a Reza Shah a abdicar en favor de su hijo Mohammad Reza Shah Pahlavi, que gobernó hasta 1979.
Con el destronamiento de Reza Shah en septiembre de 1941, las tropas soviéticas capturaron Tabriz y el noroeste de Irán por razones militares y estratégicas. El Gobierno Popular de Azerbaiyán, establecido por los soviéticos, bajo el liderazgo de Ja'far Pishevari, fue proclamado en Tabriz en 1945. Lavrenti Beria estuvo nominalmente a cargo de la operación, pero la delegó en Mir Jafar Baghirov, primer secretario del Partido Comunista de Azerbaiyán en Bakú. El Partido Democrático de Azerbaiyán también fue creado por orden directa de Iósif Stalin y capitalizó el descontento de algunos habitantes locales con las políticas de centralización de Reza Shah. La URSS le proporcionó dinero y armas. Stalin quería presionar a Irán para que obtuviera una concesión petrolera en el Azerbaiyán iraní. Durante este tiempo, se promovió un resurgimiento de la lengua literaria azerbaiyana, que había sido suplantada en gran medida por el persa, con la ayuda de escritores, periodistas y profesores de la República Socialista Soviética de Azerbaiyán. En su afán por imponer la homogeneidad nacional en un país donde la mitad de la población estaba compuesta por minorías étnicas, Reza Shah había promulgado anteriormente, en rápida sucesión, prohibiciones del uso del idioma azerí en los locales de las escuelas, en representaciones teatrales, en ceremonias religiosas y, finalmente, en la publicación de libros.
Estados Unidos apoyó la denuncia iraní contra las acciones soviéticas presentada ante el Consejo de Seguridad en las Resoluciones 3 y 5; A mediados de diciembre de 1946, Estados Unidos apoyó al gobierno del sha en el envío del ejército iraní para volver a ocupar Mahabad y Azerbaiyán. Los líderes del enclave de Azerbaiyán en Irán huyeron a la República Socialista Soviética de Azerbaiyán y los líderes de la República Kurda fueron juzgados y condenados a muerte. Fueron ahorcados en la plaza Chwarchira, en el centro de Mahabad, en 1947.
Los esfuerzos de 1947 se centraron en la cuestión de los planes soviéticos sobre los recursos petroleros del norte de Irán. Tras la elección ese año de un nuevo Majlis, los diputados recién elegidos se mostraron reacios a ratificar el acuerdo petrolero soviético-iraní, que se había concluido bajo coacción en marzo de 1946 y había otorgado a los soviéticos el 51% de la propiedad y el control de facto. El 11 de septiembre de 1947, el embajador estadounidense George V. Allen condenó públicamente la intimidación y la coerción utilizadas por gobiernos extranjeros para conseguir concesiones comerciales en Irán y prometió pleno apoyo estadounidense para que Irán decidiera libremente sobre sus propios recursos naturales. Con este estímulo inequívoco, el Majlis se negó a ratificar el acuerdo petrolero soviético el 22 de octubre de 1947; la votación fue 102 a 2.

## Establecimiento
El Firqah-i Dimukrat, o Partido Democrático Azerbaiyano (ADP), anunció públicamente su formación en Tabriz el 3 de septiembre de 1945 por un grupo de comunistas veteranos encabezados por Ja'far Pishevari. Después del anuncio, el partido comunista Tudeh, apoyado por los soviéticos, disolvió su capítulo en Azerbaiyán y ordenó a sus miembros unirse al ADP. El ADP se expandió por todo el Azerbaiyán iraní e inició un golpe de Estado local con la ayuda del ejército soviético, que impidió que el ejército iraní interviniera. Durante la primera semana de septiembre de 1945, el Partido Democrático Azerbaiyano, dirigido por Ja'far Pishevari, líder durante mucho tiempo del movimiento revolucionario en Gilan, declaró tener el control del Azerbaiyán iraní, prometió reformas democráticas liberales y disolvió el sucursal local de Tudeh. Posteriormente, en septiembre de 1945, en su primer congreso, el Partido Democrático Azerbaiyano autorizó la formación de una milicia campesina. Esta milicia inició un golpe incruento el 18 de noviembre de 1945 y el 21 de noviembre habían capturado todos los puestos gubernamentales restantes en la provincia, y el Azerbaiyán iraní "se convirtió en una república autónoma bajo la dirección de un comité ejecutivo nacional de 39 miembros". El poder parece haber sido ejercido por Mohammed Biriya, ministro de Propaganda y jefe de la policía secreta local.

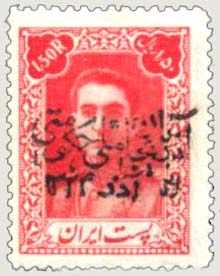
Un sello iraní sobreimpreso con el retrato de Mohammad Reza Shah emitido bajo el nombre de Gobierno Nacional de Azerbaiyán.

Al mismo tiempo, Estados Unidos aumentaba constantemente su asistencia militar al gobierno iraní. Bajo la presión de las potencias occidentales, la Unión Soviética revocó su apoyo al Estado recién creado y el ejército iraní logró restablecer el gobierno iraní en noviembre de 1946. Según Tadeusz Swietochowski:

As it turned out, the Soviets had to recognize that their ideas on Iran were premature. The issue of Iranian Azerbaijan became one of the opening skirmishes of the Cold War, and, largely under the Western powers' pressure, Soviet forces withdrew in 1946. The autonomous republic collapsed soon afterward, and the members of the Democratic Party took refuge in the Soviet Union, fleeing Iranian revenge.  In Tabriz, the crowds that had just recently applauded the autonomous republic were now greeting the returning Iranian troops, and Azerbaijani students publicly burned their native-language textbooks. The mass of the population was obviously not ready even for a regional self-government so long as it smacked of separatism.

### Apoyo soviético
Documentos desclasificados de la Guerra Fría implican a la URSS en la formación del gobierno de Pishevari por orden directa de Stalin.  El ejército soviético apoyó a la nueva entidad autónoma e impidió que el ejército iraní restaurara el control gubernamental sobre la zona. Después de la retirada soviética, las tropas iraníes entraron en la región en diciembre de 1946 y Pishevari y su gabinete huyeron a la Unión Soviética. Según el profesor Gary R. Hess:

On December 11, an Iranian force entered Tabriz and the Peeshavari government quickly collapsed.  The Soviet willingness to forego its influence in (Iranian) Azerbaijan probably resulted from several factors, including the realization that the sentiment for autonomy had been exaggerated and that oil concessions remained the more desirable long-term Soviet Objective.

## Disolución
El 13 de junio de 1946 se llegó a un acuerdo entre el Gobierno central de Teherán y los delegados de Azerbaiyán, encabezados por Pishevari. Según el acuerdo, Pishevari acordó abandonar la autonomía del APG, renunciar a sus ministerios y su cargo de primer ministro, y volver a formar parte de Irán. Su parlamento iba a transformarse en un consejo provincial – un sistema reconocido y previsto en la Constitución iraní.
A mediados de diciembre de 1946, el ejército iraní, respaldado por Estados Unidos y los británicos, volvió a entrar en Tabriz, poniendo así fin al Gobierno Popular de Azerbaiyán después de un año completo de su existencia. Durante el interregno sin ley, aproximadamente 500 partidarios de Ferqeh fueron asesinados. Según el juez de la Corte Suprema de Estados Unidos, William O. Douglas, mientras que el Ejército Rojo se había comportado de la mejor manera cuando estaba estacionado en Azerbaiyán, el ejército iraní se comportó como una fuerza de ocupación y brutalizó a los habitantes locales. Se quemaron las barbas de los campesinos y se violaron a sus esposas e hijas. Se saquearon casas y se robó ganado. El Ejército dejó tras de sí un rastro de muerte y destrucción.
Muchos de los líderes se refugiaron en la República Socialista Soviética de Azerbaiyán. Ja'far Pishevari murió en un accidente automovilístico en Bakú en 1947. El primer ministro Kordary fue encarcelado durante muchos años por el Sha y luego liberado gracias a los esfuerzos de su hermano Kazem Kordary.